# Dacula
Dacula – miasto w Stanach Zjednoczonych, w stanie Georgia, w hrabstwie Gwinnett.